# 杜乾焕
杜乾焕（Toh Kin Woon，1944年5月21日—），祖籍廣東南海，是马来西亚社会运动工作者，现任林连玉基金会主席。在投入社会运动之前，他是马来西亚民政运动党领袖之一，曾在民政党的旗帜下参与竞选，并获选为槟城州议会马章武莫州议员。因勇于在公共课题的讨论中与国阵领袖持不同意见，他曾被报界喻为“国阵良心”。杜乾焕是受英语教育的马来西亚华人，早年华语讲得不好，但接触华语社群后，逐步参与推动国内华文教育的工作，对槟城州的华文教育发展做出了许多贡献，因此他在2007年获颁林连玉精神奖。

## 生平简介
杜乾焕于1944年5月21日出生于马来西亚槟城州。中学毕业后，他曾赴吉兰丹州任教两年。1968年，他进入马来亚大学修读经济系。大学毕业后，
他负笈英国利兹大学深造，考获经济学硕士。回国后，他出任马来西亚国立大学经济学院讲师。1982年，他在马来亚大学完成博士学位。
1980年代，杜乾焕响应民间教育机构董教总“打入国阵，纠正国阵”的理念号召，加入了国阵旗帜下的民政党，希望能在国家体制内部，以政治协商的手段去维护华教和母语教育。他参与民政党活动廿余年，一度担任该党中委，不过在2008年马来西亚第12届全国大选后，就退出了民政党，完全投入于维护母语教育和推动公民社会运动的工作。

## 外部衔接
- 林连玉基金会官方网页 （页面存档备份，存于）